# Xã Freedom, Quận Waseca, Minnesota
Xã Freedom (tiếng Anh: Freedom Township) là một xã thuộc quận Waseca, tiểu bang Minnesota, Hoa Kỳ. Năm 2010, dân số của xã này là 326 người.